# Jozef Hrdlička
Jozef Hrdlička (* 29. července 1977) je slovenský politik, současný předseda Komunistické strany Slovenska, bývalý poslanec Národní rady Slovenské republiky.
Jozef Hrdlička byl zvolen poslancem NR SR ve volebním období 2002–2006 za KSS. Byl členem Výboru NR SR pro vzdělání, vědu, sport a mládež, kulturu a média.
25. listopadu 2006 byl Hrdlička na mimořádném sjezdu KSS v Bratislavě zvolen předsedou strany. Na řádném sjezdu strany 6. září 2008 v Prešově byl znovu zvolen předsedou strany.